# Ville (Japon)
 (février 2023).
Les villes (市, shi), officiellement traduit en anglais par city (ville), sont une unité de gouvernement local au Japon.
Avec les arrondissements spéciaux de Tokyo (区, ku), les bourgs (町, machi ou -chō) et les villages (村, mura ou -son), il s'agit de l'un des quatre types de municipalités japonaises (市区町村, shikuchōson) telles que définies par la loi d'autonomie locale de 1947. Il caractérise la ville en question par le kanji shi (市), placé en suffixe après le nom de la commune comme pour la plupart des autres subdivisions administratives japonaises, reprenant en cela la nomenclature chinoise pour les subdivisions administratives.
Avec les arrondissements spéciaux de Tokyo elles forment le groupe des municipalités urbaines, subdivisions territoriales directes des préfectures du Japon ou des sous-préfectures d'Hokkaidō, tandis que les bourgs et les villages forment le groupe des municipalités rurales et sont regroupées en districts.

## Statut
Le statut des villes est réglé par la loi d'autonomie locale,.
En principe, selon la loi d'autonomie locale, une municipalité obtient le statut de ville lorsqu'elle atteint le seuil minimal de 50 000 habitants et perd donc ce statut si ses habitants chutent en dessous de ce seuil. Toutefois, dans la pratique, du fait de la volonté gouvernementale de limiter le nombre de municipalités et donc d'administrations locales en favorisant la formation de villes, plus vastes et plus peuplées, et en réduisant la quantité des bourgs et villages, la loi de fusion des municipalités ramène alors ce seuil à 30 000 habitants lorsqu'il est atteint par la fusion de plusieurs bourgs ou villages entre eux. De plus, certaines villes d'Hokkaidō, qui a un statut spécial, ont une population largement inférieure à ce palier : c'est le cas notamment de la ville d'Utashinai dans la sous-préfecture de Sorachi qui ne comptait plus que 4 922 habitants en 2008. Le nombre de villes est donc en augmentation constante. Depuis le 31 mars 2010, elles sont 786, le nombre de municipalités ayant encore été réduit au 1er août 2011 de 1 799 à 1 723 communes hors arrondissements spéciaux (passage de 802 à 753 bourgs et de 191 à 184 villages).

## Les trois catégories spéciales de villes

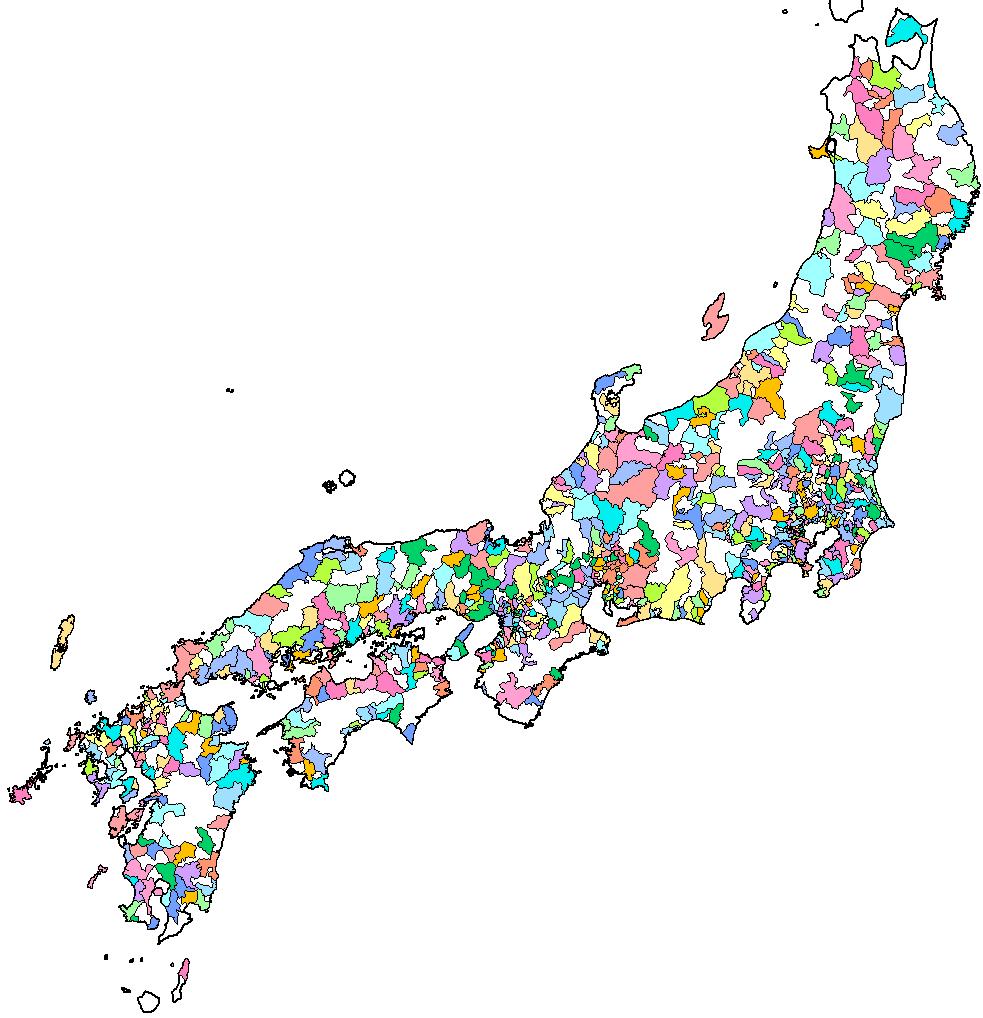
Villes du Japon (sans Hokkaidō)

Les 4 principales îles du Japon sont :
- l'île d'Hokkaidō au nord ;
- l'île de Honshū au centre ;
- l'île de Shikoku au sud ;
- l'île de Kyūshū au sud.

La capitale du Japon est Tokyo.

Villes sur Hokkaidō (en rose et violet)

Les 3 principales agglomérations du Japon sont Tokyo, Osaka et Yokohama.
De plus, les villes les plus importantes, dépassant les 200 000 habitants, au poids économique et industriel important et disposant d'une influence sur la région ou même internationalement reconnue, sont elles-mêmes distinguées en trois catégories spéciales, définies par l'article 252 de la loi d'autonomie locale, qui chacune dispose d'un lot de compétences qui relèvent habituellement des préfectures. L'obtention de ce statut particulier n'est pas automatique, il doit faire l'objet d'une demande des autorités de la municipalité, avec l'accord des assemblées municipales et préfectorales, puis d'une désignation par le Cabinet :
- villes spéciales (特例市, Tokureishi?) : plus de 200 000 habitants, il y a depuis le 1er avril 2011, 40 villes spéciales (à quoi il faut ajouter 9 autres villes de plus de 200 000 habitants qui n'ont pas encore ce statut). Les premières villes de ce type ont été désignées le 1er novembre 2000.
- villes noyaux (中核市, Chūkakushi?) : plus de 300 000 habitants. Depuis le 1er avril 2011, on compte 41 villes noyaux, à quoi il faut ajouter quatre villes qui devraient accéder à ce statut en 2012 ou après (Toyonaka-Ōsaka en 2012, Naha-Okinawa en 2013 ainsi que Ichinomiya-Aichi et Yokkaichi-Mie à des dates encore indéterminées). 10 autres villes (dont 5 ont le statut de ville spéciale et 5 qui sont de simples villes) ont plus de 300 000 habitants mais n'ont pas encore été désignées villes noyaux. Les premières villes de ce type ont été désignées le 1er avril 1996.
- villes désignées par ordonnance gouvernementale (政令指定都市, Seirei shitei toshi?), plus généralement désignées sous le nom de villes désignées (指定都市, Shitei toshi?) ou villes d'ordonnance gouvernementale (政令市, Seirei shi?) : elles doivent avoir plus de 500 000 habitants et être reconnues comme une métropole régionale, nationale ou internationale. Elles sont les seules villes à être divisées en arrondissements (区, ku?). Ceux-ci ne doivent pas être confondus avec les arrondissements spéciaux de Tokyo, qui eux forment des municipalités distinctes. En effet, les arrondissements de ces villes n'ont ni leur propre assemblée municipale, ni leur propre maire, mais forment des entités administratives spéciales chargées notamment de la gestion du registre familial (koseki), de l'assurance maladie et de l'impôt sur la propriété. Il y a, depuis le 1er avril 2012, 20 villes désignées. Les premières l'ont été en 1956 (elles étaient alors 5 : Kobe, Kyoto, Nagoya, Osaka et Yokohama).

## Le cas particulier de Tokyo
La ville de Tokyo (東京市, Tōkyō-shi) est un gouvernement régional englobant 23 circonscriptions spéciales, 26 villes, 5 villes et 8 villages, mais il a certaines caractéristiques qui le distinguent des autres préfectures.